# Bethel (New York)
Bethel è un comune degli Stati Uniti d'America, nella Contea di Sullivan, nello Stato di New York.
Bethel è nota per aver ospitato il festival di Woodstock dell'agosto 1969, il più famoso evento di musica rock.

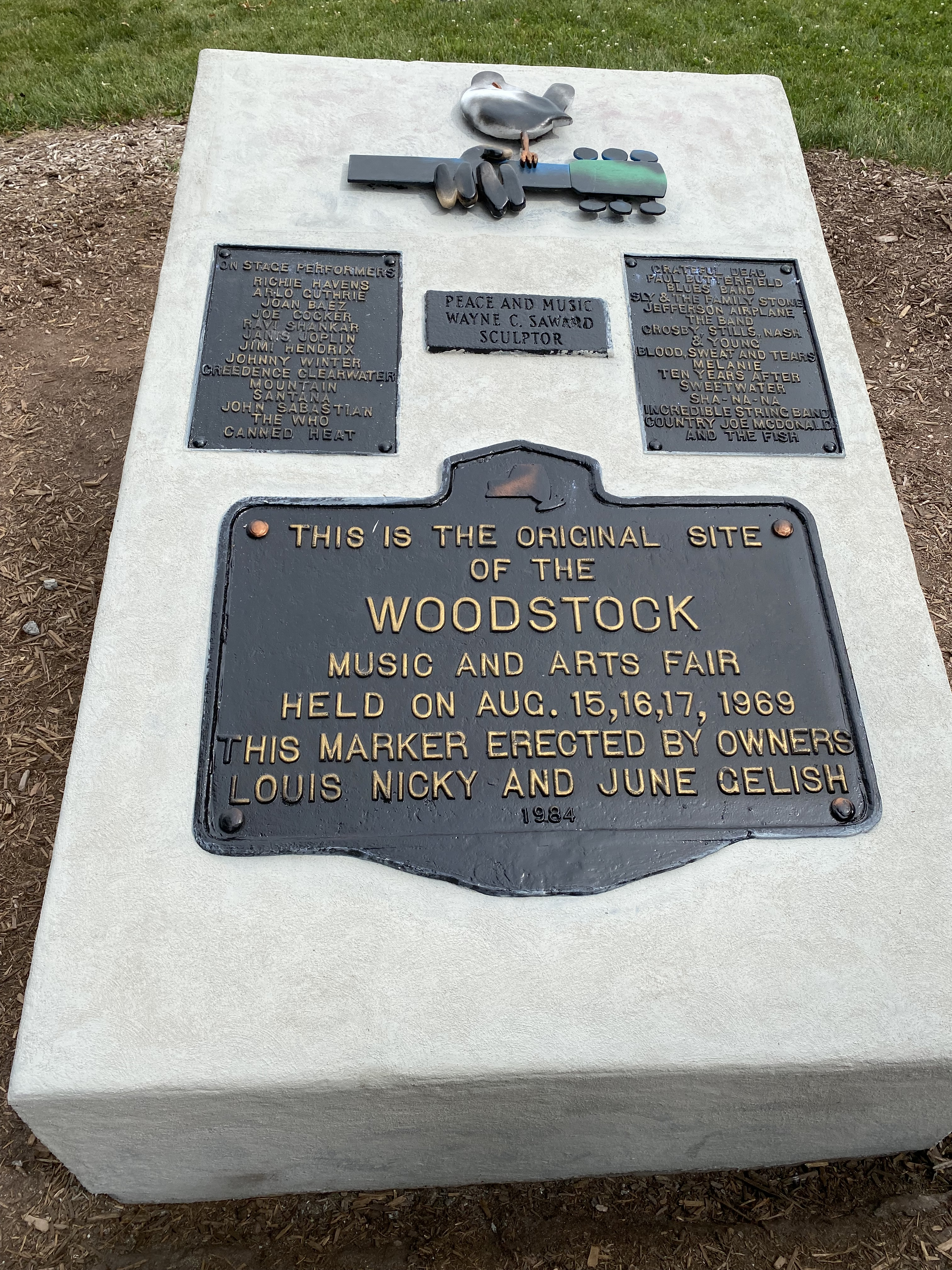
Woodstock Festival Monument